# Electronic Art

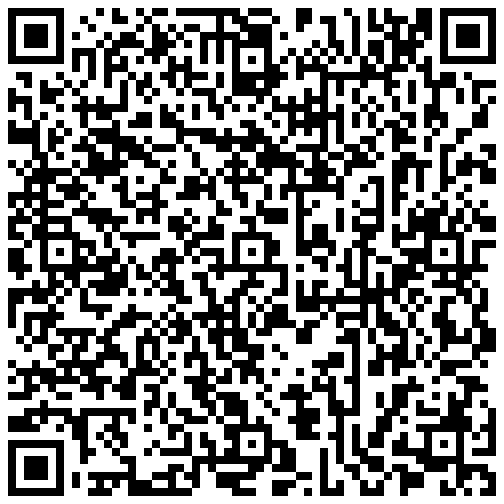
33.3 QR code Poesie Genco Gulan

Electronic Art (Elektronische Kunst) ist eine Form der Kunst, die im weiteren Sinne Gebrauch von elektronischen Medien und/oder Technologien macht. Zur Electronic Art können die Informationskunst, neue Medien, Videokunst, digitale Kunst, interaktive Kunst, Internet-Kunst und elektronische Musik gezählt werden. Electronic Art gilt als ein Ableger der Konzeptkunst und System-Kunst.

## Hintergrund
Der Begriff Electronic Art ist überwiegend aber nicht vollständig gleichzusetzen mit Computerkunst und Digital Art. Electronic Art hat eine viel breitere Bedeutung, sie umfasst Kunst jeglicher Art, die elektronisch erzeugte Elemente enthält, wie Musik, Tanz, Architektur and Performance.

## Künstler
Künstler der Electronic Art sind:
- Laurie Anderson
- Roy Ascott
- Maurice Benayoun
- Mez Breeze
- Maurizio Bolognini
- Angie Bonino
- Miguel Chevalier
- Douglas Cooper
- Heiko Daxl
- Elizabeth Diller
- David Em
- Ken Feingold
- Ingeborg Fülepp
- Peter Gabriel
- Walter Giers
- Pietro Grossi
- Genco Gulan
- Perry Hoberman
- Jodi (Künstler)
- Eduardo Kac
- Knowbotic Research
- Liu Dao
- George Legrady
- Rafael Lozano-Hemmer
- Chico MacMurtrie
- Sergio Maltagliati
- Jennifer & Kevin McCoy
- Yucef Merhi
- Joseph Nechvatal
- Yves Netzhammer
- Graham Nicholls
- Melinda Rackham
- Martin Rev
- Ken Rinaldo
- David Rokeby
- Stefan Roloff
- Don Ritter
- Lillian Schwartz
- Ricardo Scofidio
- Michael Snow
- Stelarc
- Survival Research Laboratories
- Gianni Toti
- Norman White